# Lipika
Lipika, grkalj, lokvić ili kračun (lat. Agaricus arvensis) je jestiva gljiva iz porodice pečurki (Agaricaceae). 

## Opis
- Klobuk kračuna je širok od 5 do 8 centimetara, najprije zvonoliko-stožast, kasnije raširen s nepravilnom udubinom, pod starost je valovit, svilenkastobijele boje; rub je krpast, a na mali pritisak pojavljuje se žuta mrlja, gol, tek pod starost mjestimice urašteno čehav.
- Listići su slobodni, gusti, dugo vremena blijedosivi, kasnije ružičasti i na kraju čokoladnosmeđe boje.
- Stručak je visok od 4 do 8 centimetara, bijel poput klobuka, na dodir također požuti; tipično je gomoljasto zadebljan, cjevasto šupalj, u gornjem dijelu bijeli tkaninasti vjenčić.
- Meso je bijelo ili mali žućkasto, tanko, osobito na stručku: miris po anisu, okus ugodan.
- Spore su ovalne, tamnosmeđe boje, 7 x 5 μm.

## Kemijske reakcije
Kožica klobuka oboji se žuto u doticaju sa sumpornom kiselinom i kalijevom lužinom; meso s fenolanilinom oboji se smeđeljubičasto, dok se osnova stručka s gvajakolom oboji plavosivo.

## Stanište
Raste u malim skupinama uz okrajke crnogoričnih šuma, ali uspijeva i u listopadnim šumama te po grmlju i šumskim čistinama.    

## Upotrebljivost
Lipika je jestiva, može se pripremati na razne načine.

## Sličnosti
U grupu Agaricus, čiji je predstavnik lipika, pripadaju: Agaricus abruptibulba Peck, Agaricus macrospora (Moell. ex Schff.) Pilat, Agaricus xanthoderma Genevier, Agaricus silvicola (Vitt.) Sace, koje na pritisak požute. Agaricus xanthoderma Gen. je otrovnica i potreban je velik oprez prilikom ubiranja lipike; valja pogledati uzdužni prerez osnove stručka koji jako požuti. Također je potrebno biti na oprezu da ne uberemo mladu zelenu ili bijelu pupavku koje su smrtno otrovne, a na dnu stručka imaju jako zadebljanje s ostacima bijelog ovoja. 

## Slike
|  |  |  |  |  |
|  |  |  |  |  |